# S.BLOX
S.BLOX株式会社は、暗号通貨取引所「S.BLOX」を運営する、2018年1月に設立された企業。2019年3月に暗号資産交換業者登録（登録番号 関東財務局長 第00016号）。

## 概要
設立当初は株式会社インターネットイニシアティブの持分法適用関連会社 株式会社ディーカレットであった。2022年2月にAmber Group（アンバー・グループ）の日本法人WhaleFin Holdings Japan株式会社へ売却された。2023年8月にQuetta Web株式会社（ソニーグループ株式会社100%出資の子会社）の傘下となっている。

## 沿革
- 2018年
  - 1月　株式会社ディーカレット設立[1]
- 2019年
  - 3月　仮想通貨交換業者登録 (関東財務局長 第00016号)[4]
- 2021年
  - 12月　株式会社ディーカレットホールディングス設立[6]
- 2022年
  - 2月
    - 株式会社ディーカレットDCPへ吸収分割によりデジタル通貨事業を承継[6]
    - Amber Group（アンバー・グループ）の日本法人WhaleFin Holdings Japan株式会社に買収[7]

  - 9月　社名をAmber Japan株式会社に変更[7]
- 2023年
  - 8月　Quetta Web株式会社（ソニーグループ株式会社100%出資の子会社）に買収[2]
- 2024年
  - 7月　社名をS.BLOX株式会社に変更[2]
- 2025年
  - 1月　サービス名をS.BLOXに変更[3]